# دانيال داي (لاعب دارت)
دانيال داي (بالإنجليزية: Daniel Day)‏ هو لاعب دارت بريطاني، ولد في 8 سبتمبر 1988 في إنجلترا في المملكة المتحدة.

## وصلات خارجية
- دانيال داي على موقع DartsDatabase.co.uk (الإنجليزية)